# Ellmau
Ellmau je občina s 2.746 prebivalci (1. januar 2016) v okraju Kufstein, zvezni deželi Tirolski v Avstriji. Občina leži v zimskem in letnem turističnem območju in njeno gospodarstvo zato temelji na turizmu. Leži 12 km jugovzhodno od Kufsteina in 9 km zahodno od kraja Sankt Johann in Tirol.

## Zemljepisna lega
Ellmau leži ob vznožju narodnega parka Wilder Kaiser na nadmorski višini 820 m, v dolini Söllandl.

## Zgodovina
Prva omemba kraja izvira iz obdobja med letoma 1153 in 1156, iz listine samostana v Herrenchiemseeju.

## Kultura in znamenitosti
- cerkev svetega Mihaela

Film in televizija
Ellmau je osrednje prizorišče televizijske nadaljevanke Gorski zdravnik.

## Galerija
- Ellmau pozimi
- Vzhodni del vasi
- Cerkev svetega Mihaela